# Kouranko
Kouranko és una regió de Guinea entre Kérouané (a l'est) i la frontera de Sierra Leone (a l'oest). Limitava al nord amb el Sankaran; a l'est amb el Konian (o Konyan) que era la regió entre Bissandougou i Kérouané, a l'oest amb l'alt Níger i al sud arribava fins a les muntanyes de Curuworo (1178 metres).
Kouranko va passar a mans de Samori Turé el 1880. Després que els francesos van ocupar Kankan l'abril de 1891, el Kouranko es va revoltar i va deixar d'obeir a l'almamy; tot i així les bandes de guerres (sofes) d'aquest van continuar operant algun temps a la zona, per la que circulaven els subministraments d'armament comprats a Sierra Leone. La zona va passar tot seguit als francesos i va formar part del cercle de Kankan.